# Konrad Wallerstein
Konrad Wallerstein (* 30. Oktober 1879 in Prag, Österreich-Ungarn; † wahrscheinlich 28. Oktober 1944 im KZ Auschwitz) war ein tschechischer Gesangslehrer, Pädagoge und Komponist jüdischer Abstammung.

## Biografie
Zusammen mit seinen fünf Geschwistern Gertrud Tauber, Laura Bunze, Victor Wallerstein, Lothar Wallerstein und Therese Goldschmidt, sowie seinen Eltern dem Kantor Moritz Wallerstein (1847–1906) und seiner Frau Bertha, geb. Reininger, wuchs Konrad in der Josefstadt in Prag auf. Die Familie lebte im 3. Stockwerk am Dreibrunnerplatz Nr. 11 zusammen mit den beiden Großvätern in einer 7-Zimmer-Wohnung.
Konrad, der als viertes Kind auf die Welt kam, erhielt in seiner Kindheit aufgrund einer Augenschwäche zu Hause Privatunterricht, bis er später das Stephansgymnasium in Prag besucht. Seine erste Arbeitsstelle tritt Wallerstein 1895 in einem Ledergeschäft an und arbeitet dort zwei Jahre. Anschließend wird er als Bürokraft tätig. Sein musikalisches Talent wurde in dieser Zeit durch Verwandte entdeckt, woraufhin Konrad neben seiner Bürotätigkeit Unterricht in Harmonielehre und Klavierstunden erhielt.
Es folgte von 1899 bis 1901 das Studium an der Orgelabteilung am Prager Konservatorium. Er beendete seine eigentlich für drei Jahre ausgelegte Ausbildung in den Fächern Harmonielehre, Komposition und Generalbass bereits nach zwei Jahren erfolgreich.
Sein Korepetitionslehrer, der Kapellmeister am Staatstheater Nürnberg, Felix Lederer vermittelte ihm 1901 ein zweijähriges Engagement als Volontär-Korrepetitor an ebendiesem Theater. Trotz der Angebote als Dirigent weiter zu arbeiten, kehrte Wallerstein aufgrund der schweren Krankheit seines Vaters zurück nach Prag und wurde Chordirektor in der Karelinenthaler Gemeinde. Darüber hinaus unterstützte er als Assistent seines Vaters an dessen Gesangsschule. Diese Schule übernahm Konrad Wallerstein mit dem Tod seines Vaters am 7. November 1906.
Seine erste Frau Regine Ullmann, die er 1902 in Nürnberg kennenlernte, heiratete er 1907. Zusammen bekamen sie ein Jahr später den einzigen Sohn Heinz (1908–1944). Seine Frau verstarb 1909 an einer Gehirnhautentzündung.
1914 folgte die zweite Hochzeit mit seiner Schülerin Frieda Reimann (1888–1944). Zusammen hatten sie zwei Töchter: Margot (1916–1942) und Hanna (1921–2013). Letztere überlebte als einzige der Familie den Holocaust, da sie 1939 vor den Nationalsozialisten nach London flüchten konnte.
Wallerstein wurde mehrmals vom Militär eingezogen, bis er Ende 1916 endgültig wegen seiner Augenschwäche ausgemustert wurde. Ab 1920 begann er in der frisch gegründeten Akademie für Musik und Darstellende Kunst Prag (heute: Akademie der musischen Künste in Prag) zu arbeiten. Seine Anstellung blieb 19 Jahre bestehen. Mehrere Jahre war Wallerstein Mitglied im Professoren- und Disziplinarrat und leitete 11 Jahre die Prager Ortsgruppe des Deutschen Musikpädagogischen Verbandes. Zwei Jahre war er Vorsitzender des Gesamtverbandes. 1939 wurde Konrad Wallerstein pensioniert, dennoch gab er weiter privaten Gesangsunterricht. In seinen letzten Jahren war er im Vorstand der Maisel-Synagoge tätig und übernahm das Amt des Chorleiters. In dieser Zeit komponierte er auch selbst Stücke.
Die Familie Wallerstein war in der Prager Künstlerszene auch für ihre Hauskonzerte bekannt. Zu den bekanntesten zählt wohl die am 3. März 1940 stattgefundene private Aufführung von Viktor Ullmanns Liedern und Klavierwerken in der Wallersteinschen Wohnung mit dem Komponisten selbst am Klavier und Konrads Tochter Margot, Robert Stein und Marion Podolier als Sänger. Durch seine pädagogischen Erfolge war Konrad Wallerstein bekannt in der Musikerwelt Prags und kam in Berührung mit Richard Strauss, Igor Stravinsky, Antonín Dvořák, Josef Suk, Karel Kovařovic, Alexander Zemlinsky, Clemens Heinrich Krauss, Paul Hindemith, Ernst Krenek, Franz Schalk und Felix Weingartner.
Aufgrund ihrer jüdischen Abstammung mussten Konrad und Frieda Wallerstein ab dem 1. September 1941 den Judenstern tragen. Am 13. Juli 1943 wurde das Ehepaar mit dem Transport Di-690,689 von Prag nach Theresienstadt deportiert. Am 28. Oktober 1944 folgte dann die Überführung nach Auschwitz mit der Transportnummer EV 1100/1099. Zwei Tage später wurde das Ehepaar Wallerstein kurz nach ihrer Ankunft in Auschwitz ermordet.

## Publikationen
| 1920 | veröffentlicht er die zweite revidierte Auflage des Gesangsrepetitorium. Eine Zusammenstellung der wichtigsten Übungen zum Zwecke der Gehör-, Stimm- und Tonbildung, der Treffsicherheit und Aussprachen zur Anbahnung der Koloratur und Atemführung. |
| 1931 | Auszug aus den Vorlesungen über die spezielle Methode des Kunstgesanges |
| 1933 | Lehrgang und Literatur für den Gesangsunterricht, darin Praktische Winke und Ratschläge in Fragen des Stimmhygiene und Die Oper mit Anleitung zum Studium der Elisabeth aus Tannhäuser" von Richard Wagner                                            |
| 1937 | Buch über die Phonetik der deutschen Sprache für Tschechen und Slawen: Broschüre in tschechischer Sprache (lag dem Unterrichtsministerium zur Begutachtung vor, wurde jedoch nie veröffentlicht)                                                      |

## Wallersteins Schüler
In seiner jahrzehntelangen pädagogischen Arbeit als Gesangsprofessor konnte Konrad Wallerstein eine beträchtliche Anzahl an Sängern an die professionellen Opernhäuser bringen. Seine bekanntesten Schüler waren:
Otakar Kraus, Antonin Lebeda, Paula Löwe, Steffi Meckler, Karo Kügler, Petanoví Brachteich, Stephan Chodounaký, Jan Persl, Paul Jeral, Franz Winternitz, Fritz Neumeyer, Pulpánová, Aussieger, Liesel Pirk, Margarete Kraus, Ada Nováková (Nordenová - Ada Nordenová), Wenzel Pospisil, Jandra Koubová, Miloslav Jeník, Marenka Ziegelerová, Lubin-Böhm, Grete Löschner, Rothstein, Dragomir Stefanovic, Olly Ried, Engelbert Czubek, Elisha Ozraer, Hans Nack, Fritz Bürgmann, Rola Fiola, Gitte Schlegen, Martha Krasová, Fraz Kulpanová, Walter Janowitz, Olga Rinnebach, Otto Freue, Reinhold Popovics, Herbert Walders, Gretl Just, Liesl Kadera, Margarete Pfahl, Alfredo Kraus, Milo de Luca, Karl Norbert (geb. Karel Novotny), Elsa Kment und Hanna Kramer.
Darüber hinaus stand Konrad aber auch in gesangspädagogischem Kontakt mit dem Hochadel wie Thun, Czernin, Schönborn und Clanner. Eine besondere Freundschaft verband ihn mit dem Fürsten Heinrich I. von Hanau-Hořovice, in dessen Schloss Hořovice er oft Gesangsunterricht erteilte und von dort aus er auch gemeinsam mit dem Fürsten jagen ging. Von Hanau wurde später der Pate des einzigen Sohnes Heinrich.

## Nachlass

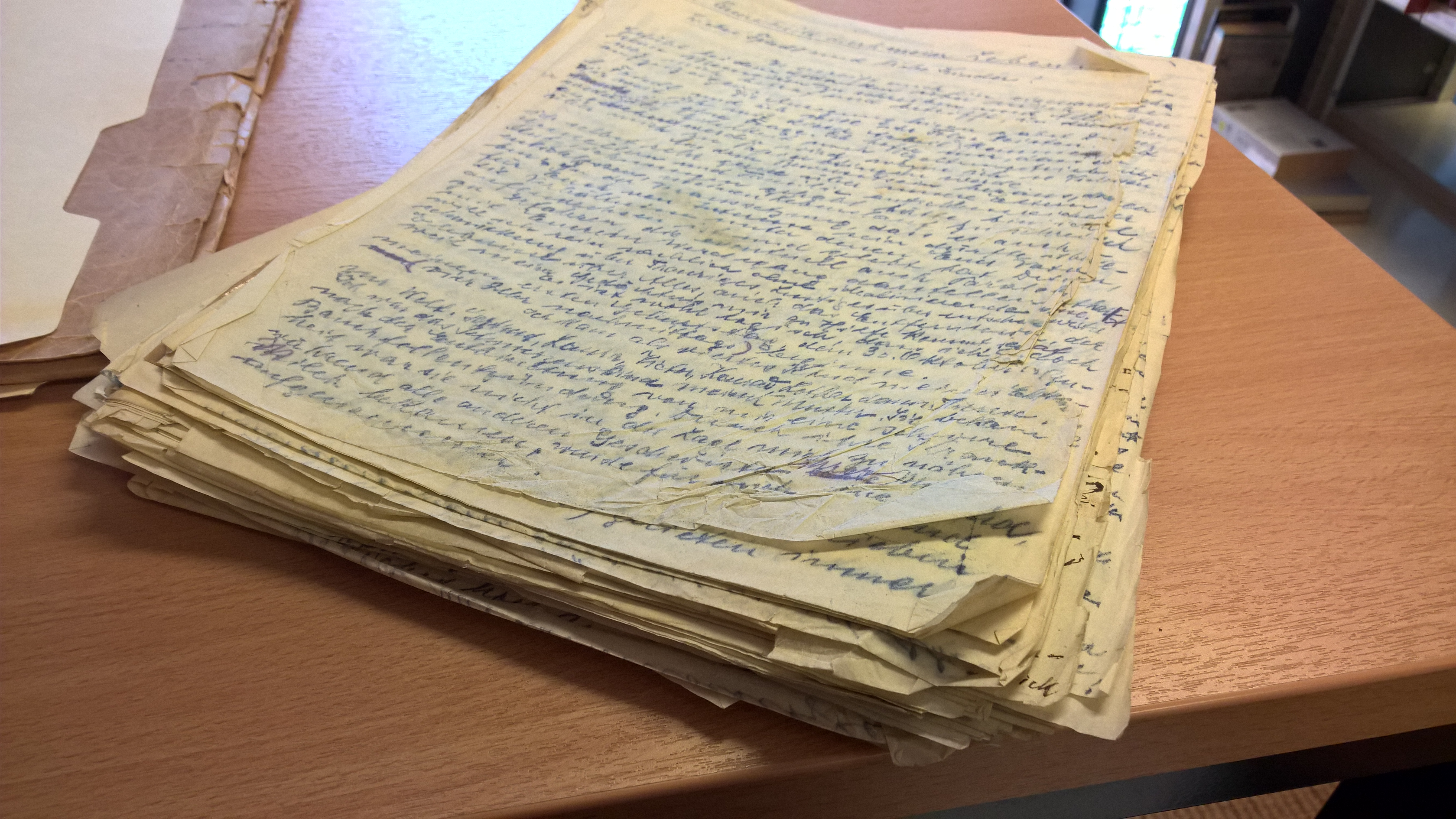
Konrad Wallerstein - Erinnerungen Originalhandschrift

Konrad Wallersteins Nachlass wurde von seiner letzten, bis vor kurzem noch lebenden Nachfahrin Hanna Orsten an das Zentrum für Verfemte Musik der Hochschule für Musik und Theater Rostock übertragen und für wissenschaftliche Zwecke zur Verfügung gestellt. Sie selbst erhielt ihn 1945 in Prag von einem befreundeten Nachbarn der Familie, der die Dokumente vor der Deportation der Familie Wallerstein zur Aufbewahrung bekommen hatte.
Der Nachlass umfasst unter anderem folgende Dokumente:
- Meine Lebenserinnerungen, ein Familienbild in handschriftlicher Form auf Durchschlagpapier (ca. 180 Seiten)
- Meine Lebenserinnerungen, ein Familienbild als Schreibmaschinenabschrift (125 Seiten, Kopist unbekannt)
- eine wohl gekürzte Fassung der Erinnerungen auf Englisch (50 Seiten, Übersetzer unbekannt)
- Notendruck eines von Konrad Wallerstein komponierten Musikstückes Progressionen
- 2 von Konrad Wallerstein verfasste Bücher der Gesangspädagogik
- einige Fotos

In seinen autobiographischen Schrift: Erinnerungen schreibt Wallerstein unter anderem über sein Leben, seine Schüler und den Fürsten Heinrich I. von Hanau-Hořovice. Im letzten Kapitel behandelt er bekannte Musiker wie Antonín Dvořák und Alexander Zemlinsky in witzigen Anekdoten.